# Aaron Bibout
Aaron Le Forestier Banind Bibout (Yaoundé, 3 september 2004) is een Kameroens voetballer die sinds 2025 uitkomt voor KRC Genk.

## Clubcarrière
Bibout werd in 2023 door LA Galaxy weggeplukt bij Kadji Sports Academy, de Kameroense voetbalclub waarmee de Amerikaanse club een samenwerkingsverband heeft. In zijn debuutseizoen in de Verenigde Staten was Bibout goed voor negentien competitiegoals in de MLS Next Pro in het shirt van Ventura County FC, het tweede elftal van LA Galaxy.
Op 21 juni 2023 maakte Bibout zijn officiële debuut voor het eerste elftal van LA Galaxy: in de competitiewedstrijd tegen Sporting Kansas City (2-2-gelijkspel) liet trainer Greg Vanney hem een kwartier meespelen. Drie dagen later mocht Bibout ook invallen tegen Colorado Rapids. In september 2023 leende LA Galaxy hem uit aan Detroit City FC, in de zomer van 2024 leende de club hem ook uit aan FC Tulsa.
In maart 2025 maakte Bibout de definitieve overstap naar de Zweedse tweedeklasser Västerås SK. Daar begon hij het seizoen met zes doelpunten in twaalf competitiewedstrijden, wat hem in de zomer van 2025 al een transfer opleverde naar de Belgische eersteklasser KRC Genk.
1 Van Crombrugge ·
3 Mujaid ·
6 Smets ·
7 Steuckers ·
8 Heynen  ·
9 Oh ·
11 Oyen ·
14 Sor ·
17 Hrošovský ·
18 Kayembe ·
19 Medina ·
20 Karetsas ·
21 Bangoura ·
22 Manguelle ·
24 Sattlberger ·
26 Lawal ·
27 Nkuba ·
28 Brughmans ·
29 Mirisola ·
30 Ayumu ·
32 Adedeji-Sternberg ·
34 Palacios ·
38 Heymans ·
44 Kongolo ·
28 Brughmans ·
71 Stevens ·
77 El Ouahdi ·
99 Tolu ·
Coach: Fink